# Egresado

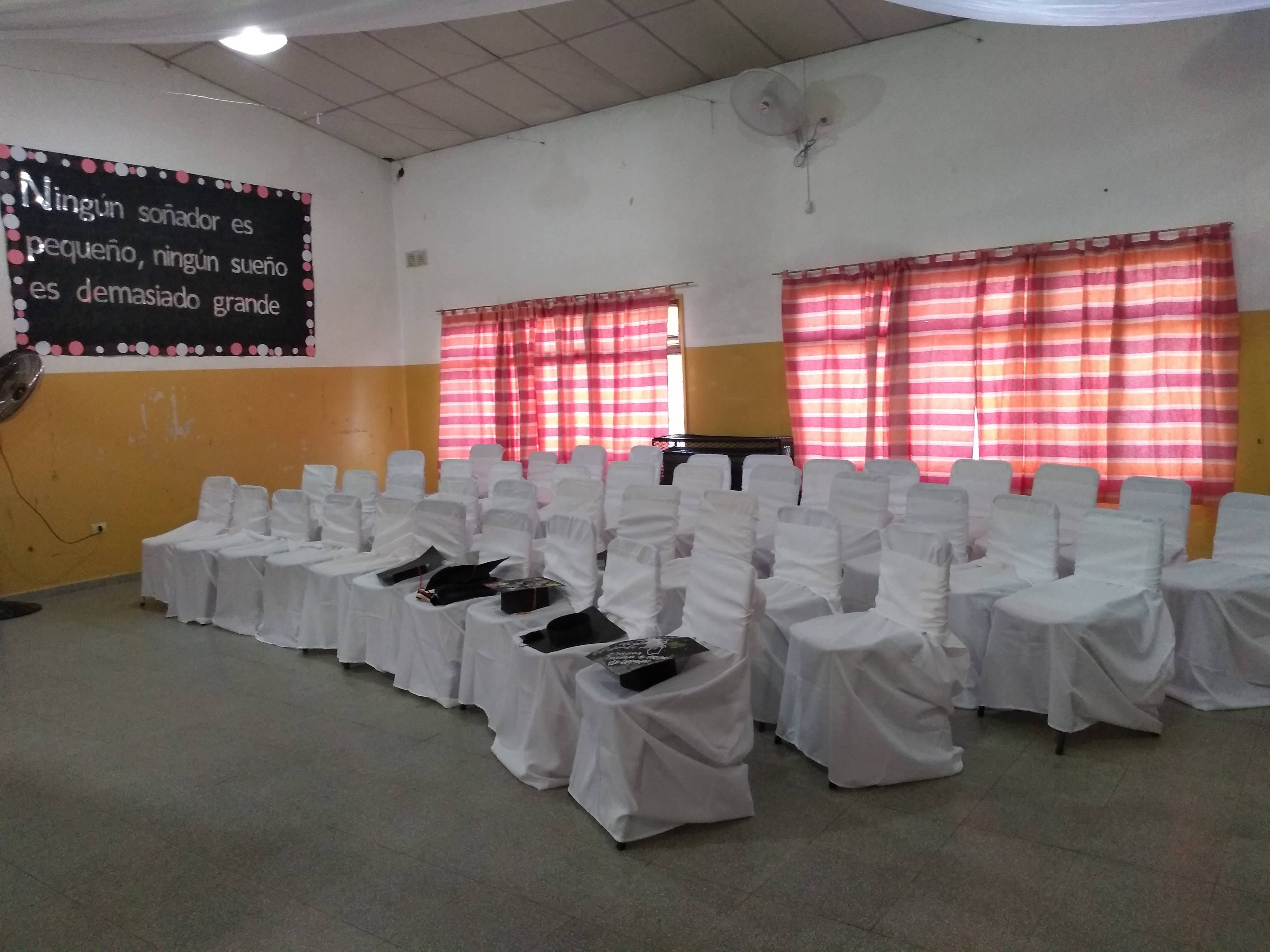
Acto de egresados en escuela secundaria de la Argentina, la escuela ESRN N° 56

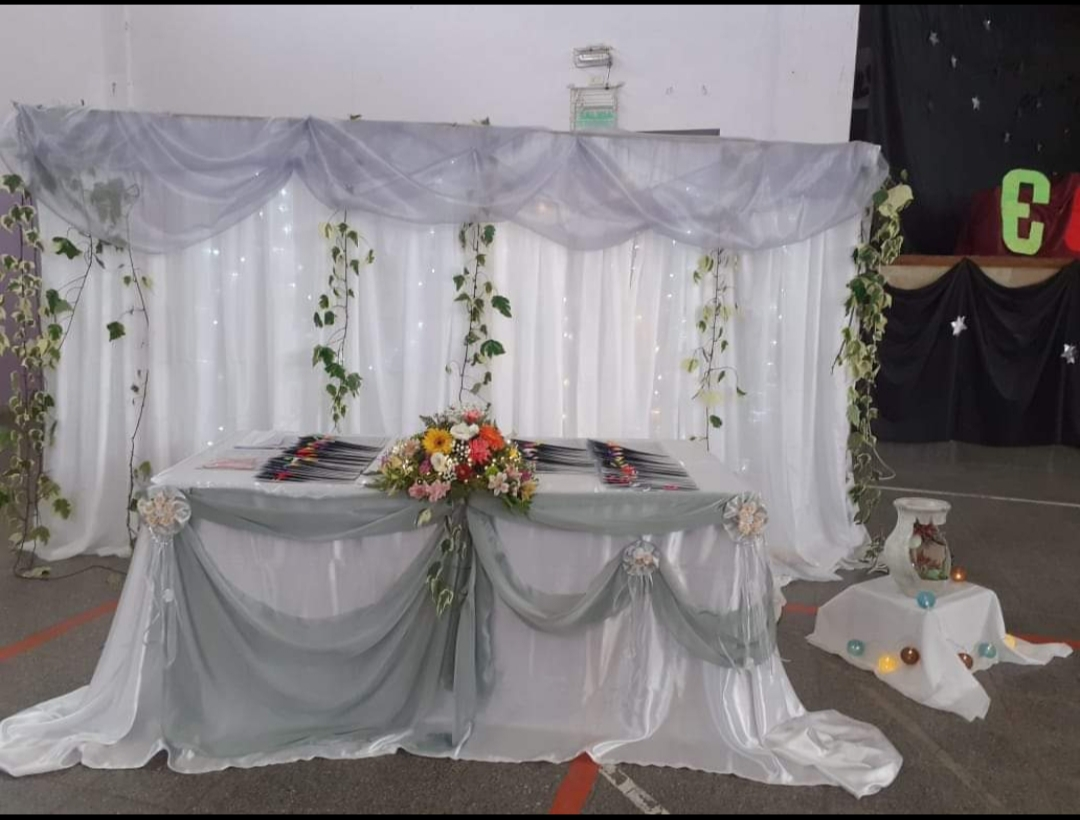
Ornamentación de mesa de diplomas de un acto académico de la ERSN N° 58. Año 2019

Un egresado o graduado es aquel individuo que ha concluido sus estudios y ha obtenido un título o una graduación académica, normalmente de rango universitario. El significado más preciso de egresar es formarse, y se usa como sinónimo de graduarse, por ello egresado lo es de graduado o formado. Según el diccionario de la RAE, el concepto adquiere un contenido más amplio, por cuanto no se ciñe solo al ámbito universitario, pues se considera egresada la persona que sale de un establecimiento docente después de haber terminado sus estudios.

## Simbología asociada
La obtención del título académico que imprime al estudiante la condición de egresado, suele asociarse a ritos, actos litúrgicos y entrega colectiva de símbolos, tales como la imposición sobre los hombros de los egresados de becas grabadas con inscripciones y escudos, la entrega de birretes, togas, o anillos, que simbolizan de manera solemne y pública, la transición desde la simple condición de estudiante hasta la honorable condición de titulado.

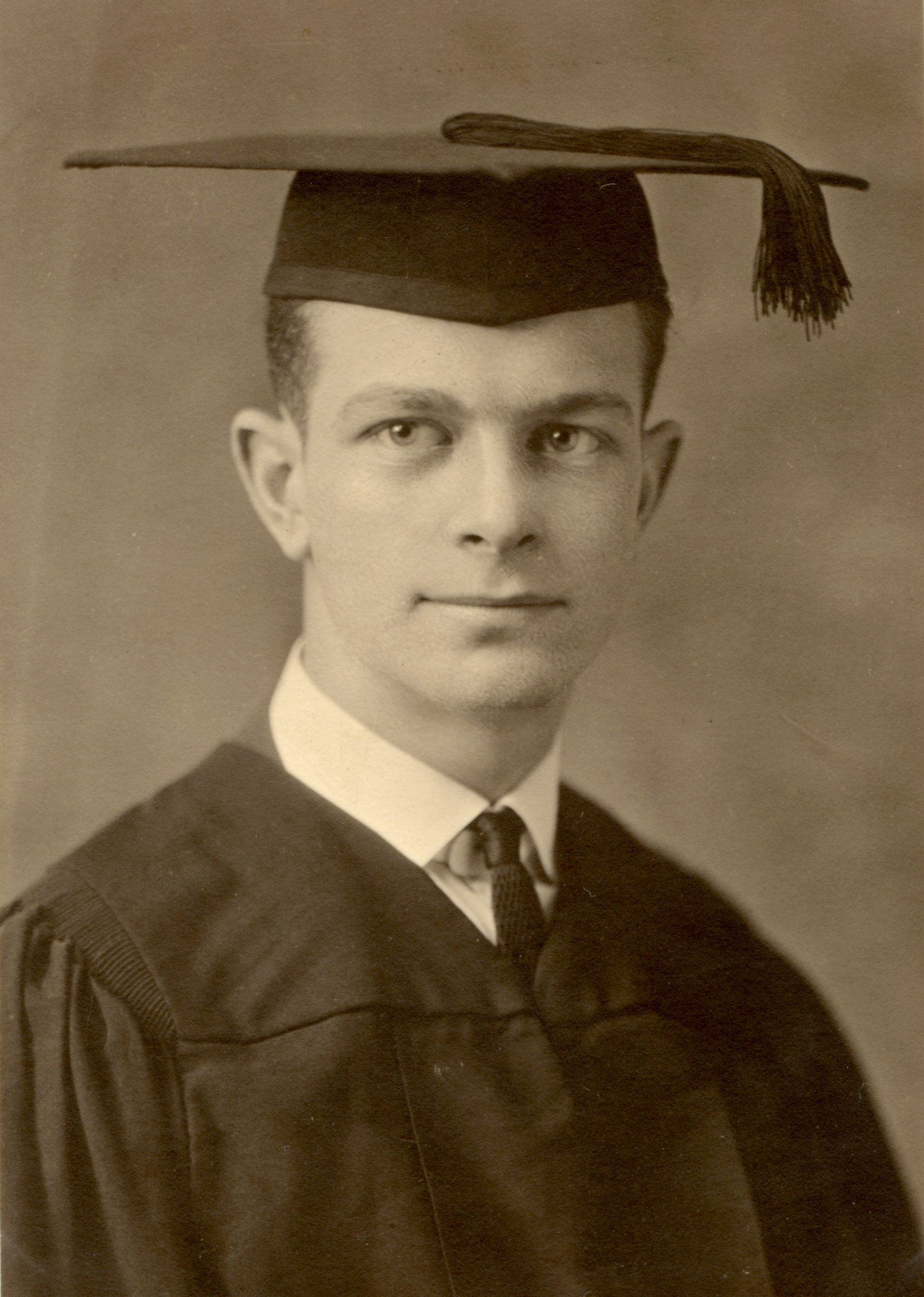
Retrato de graduación de Linus Pauling, 1922.